# Kocina (Sainte-Croix)
Pour les articles homonymes, voir Kocina.
Kocina est une localité polonaise de la gmina d'Opatowiec, située dans le powiat de Kazimierza en voïvodie de Sainte-Croix.